# Ichneumon nebulosae
Ichneumon nebulosae là một loài tò vò trong họ Ichneumonidae.